# Damasonium alisma
Damasonium alisma, biljna vrsta iz porodice žabočunovki raširena od Francuske i Velike Britanije na istok do zapadnog Sibira. To je vodena močvarna biljka koja se javlja u dvije životne forme, kao terofit ili helofit.
Naraste do 30 cm visine. Cvate od lipnja do kolovoza. Vrsta je hermafrodit (ima i muške i ženske organe) i oprašuje se kukcima.
Od 19 na rano 20 st. populacija joj se u Velikoj Britaniji počela katastrofalno smanjivat.

## Sinonimi
- Actinocarpus damasonium (L.) Sweet
- Actinocarpus europaeus Spreng.
- Actinocarpus maior Bercht. & J.Presl
- Actinocarpus stellatus Bubani
- Alisma damasonium L.
- Alisma stellatum Lam., nom. superfl.
- Damasonium alisma subsp. stellatum Maire, publ. nije validna
- Damasonium dalechampii Gray
- Damasonium damasonium (L.) Asch. & Graebn., publ. nije validna
- Damasonium stellatum Thuill., nom. superfl.
- Damasonium vulgare Coss. & Germ.